# 自走式対空砲

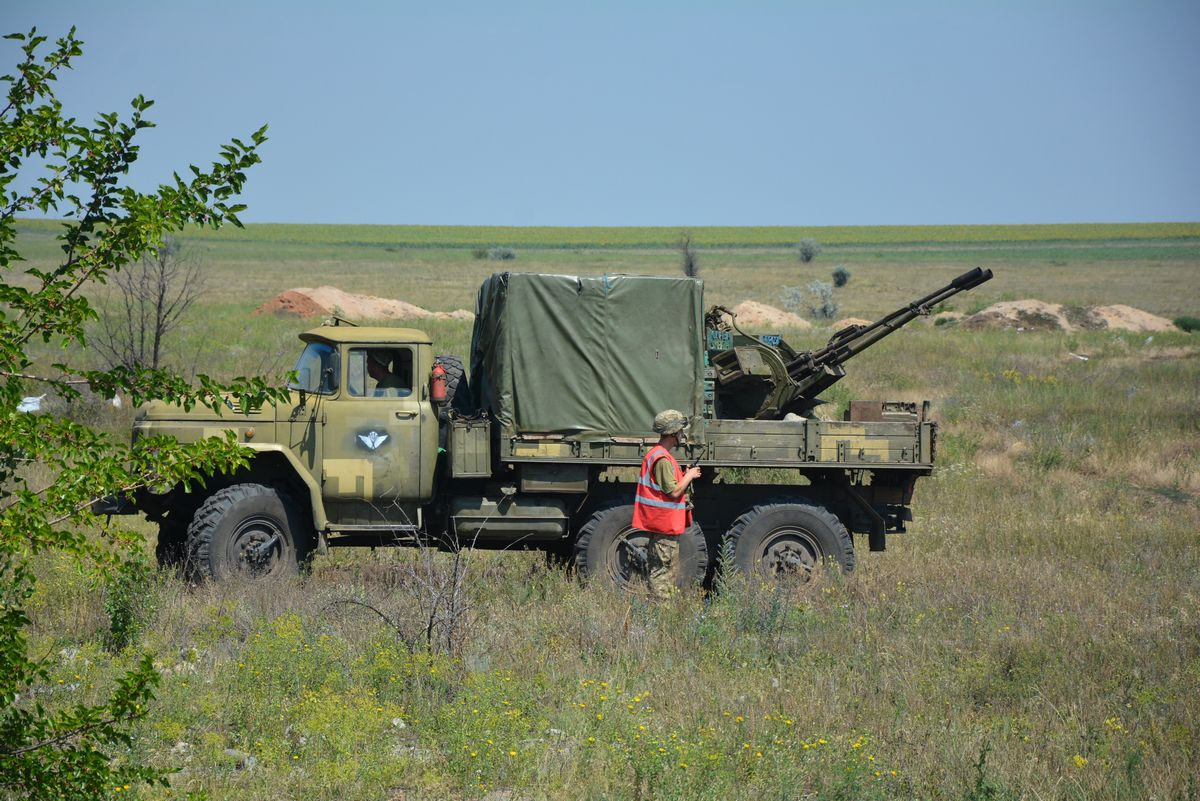
最も簡易的な自走式対空砲の一例。ZU-23-2を、ZiL-131トラックの荷台に搭載したもの。

自走式対空砲（じそうしきたいくうほう、英語: self-propelled anti-aircraft gun、SPAAG）または対空自走砲（たいくうじそうほう）は、航空機やヘリコプターなど、飛行中の目標を破壊するための高射砲・対空機関砲・地対空ミサイルを搭載し、自力で移動可能な戦闘車両である。

## 概要
全ての自走式対空砲は、1門以上の対空兵器とその光学式照準器や電波探信儀などの照準・探査・射撃管制装置、及びこれらを搭載する車体からなる。射撃の際には停止して固定砲台として用いられる物や、機動しながらの射撃が可能な物など、時代や形式により様々なタイプがある。
兵装がミサイルのみの場合は、地上から攻撃を受けたときに自身を防護する手段がなく、護衛の装甲車両や歩兵をより多くつけなければならないため、コスト削減の面から機関砲を併用する場合が魅力的であると判断する国家もある。既存の自走式対空砲の近代化改修の一環として、地対空ミサイル（MANPADS）を追加装備する例もある。
近代においては照準と探査のために二種類のレーダーを搭載したうえにレーダーと連動した射撃管制装置を持ち、それだけの装備を動かす電源も含めて戦車一台分のスペースに収まるように小型化するため、主力戦車の数倍にもなる極めて高価で複雑な兵器となっている。陸上自衛隊では90式戦車が8億円なのに対して87式自走高射機関砲は15億円を超える。
ほとんどの自走式対空砲は非装甲または軽度の装甲しか施されておらず、地上部隊の戦闘車輌や対戦車兵器との直接戦闘を考慮していない。しかし、運用者にとって対空機関砲・機関銃による水平射撃の威力は魅力的であり、しばしば対地目標への火力支援に投入される。特に歩兵などの非装甲目標に威力を発揮し、また、市街戦など火器に大きな仰角が必要とされる戦場にも駆り出される。しかし、このような運用では反撃による損耗も大きく、自走式対空砲による対地戦闘を前提としたドクトリンを持つ軍隊はあまりない。特に近代では機関砲を搭載した歩兵戦闘車が、歩兵などの非装甲目標に対する攻撃に当てられることが多い。
このため、過去に行われたような対地目標に自走式対空砲を使用する必要性は無くなり、対地攻撃を行う必要性は突発的な自衛戦闘以外は無いと言える。一方で、自衛戦闘が可能という点で、ミサイルのみを装備した車両よりも、より前線に近い所に車両を配置できるというメリットがあり、地対空ミサイルの護衛のために余計な部隊を割く必要がないところは魅力的である。
近年の戦争、おもに発展途上国の対テロ戦争では歩兵戦の機会が極めて多く、対空砲を転用したテクニカル/ガントラックが多用されており、これらはヘリコプターにも脅威となることから、広義の自走式対空砲と見なすことができる。

## 歴史
第一次世界大戦から航空機の軍事利用が広く行われることとなったが、当時は低速で低高度を飛行しており、携行する小銃の一斉射撃や対空用の脚に載せられた機関銃、野砲から発展した高射砲が部隊の対空用火器として一般的に使用され、効果も十分であった。戦線での移動速度は遅く、主として馬や人力で牽引されていた。
第二次世界大戦開始時にも、前大戦同様の機関銃に加え、車両に牽引された高射砲・対空機関砲が使用されるようになった。しかし戦車や航空機の急激な発展により、車両に牽引された対空砲では、射撃準備を終える前に航空機に攻撃されたり、射撃準備を終了した時点で戦線のはるか後方にあり役に立たなかったりなどと兵器としての限界が出てきた。これに対し、この当時既に装輪式トラックやハーフトラックに高射砲・対空機関砲を搭載した自走式対空砲は生産・配備され、また、現地改造で対空機関砲を輸送用トラックに直接搭載していたが、大半の物は非装甲で、また、路外では履帯走行する戦車の進撃に追従するのが困難であった。
大規模な機甲部隊を運用していたドイツ陸軍は1943年以後、ドイツ空軍が制空権を失うにつれ野戦防空が切実な問題となった。Il-2やホーカー ハリケーンなどの対地攻撃機により多数の戦車や補給車輌が撃破され、攻撃が頓挫することも珍しいことではなかった。対空砲火に備えた装甲を持つものも多いこれら攻撃機を、戦車や歩兵の機関銃のみで撃退することは、事実上不可能であった。前述のように対空機関砲を装備したトラックは使用されていたが、新たに戦車の車台に対空砲を載せた車輌も大戦中期から開発され、Flakpanzer=対空戦車と呼称し、1942年にI号対空戦車を実戦投入したのを皮切りに、38(t)対空戦車、メーベルワーゲン、ヴィルベルヴィントなどが次々に開発された。戦車と共通の車台を持つこれらの車輌は効果的ではあったものの、同数の戦車の車体を奪うために大量生産は困難（例えばヴィルベルヴィントは損傷して後送されたIV号戦車からの改造のみ）であり、戦局に大きな影響を与えることは無かった。イギリスやアメリカもトラックやハーフトラックベースの自走式対空砲を運用した他、旧式化したり余剰となった戦車の車体を使用して何種類もの対空戦車を開発、その一部が生産された。日本では数種類の対空戦車が試作、計画されたが一線部隊への配備はされず、九四式六輪自動貨車に九八式二〇粍高射機関砲を搭載して整備するにとどまった。
戦後、ジェット機の台頭により従来の目視による目標捕捉・射撃では追いつけなくなると、レーダーとコンピュータによる自動射撃へと移行していく。中でも大きな戦果を挙げたのはソ連製のZSU-23-4シルカで、第四次中東戦争で2K12クーブ対空ミサイルとの併用でエジプト軍が使用した同車が、2K12を避けて低空侵入したイスラエル空軍機を多数撃破し、初期のアラブ側有利の戦局に大きく貢献した。西側諸国でも、西ドイツが開発したゲパルトは目標捕捉用・射撃用の2基のレーダーを備え、次目標攻撃へのタイムラグを短縮している。
より安価なMANPADSが発達すると、これによって自走式対空砲はかなりの部分を取って代わられ、自走式対空砲は地対空ミサイルで撃ち漏らした敵を撃破することが主眼となりつつある。しかし、対空機関砲に加え地対空ミサイルを併用する車輌が登場し、機関砲とミサイルで相互に有効射程、搭載弾数、命中率などの弱点を補うようになった。今日に至っても、電波妨害に強い光学照準の機関砲は防空網最後の砦であり、ロシアは自走式対空砲を積極的に開発している。特に低速な攻撃ヘリコプターにとっては今なお大きな脅威であり、イラク戦争においてはアメリカ軍最新鋭のAH-64D部隊が都市のイラク軍に強襲をかけた際、旧式ながらよく準備された防空体系によって大損害を被り、撃退されている。
2020年代以降は低速のドローンや巡航ミサイルの迎撃などに利用されるようになった。

## 自走式対空砲の一覧

### 第二次世界大戦
ドイツ国
自走式対空砲
- Sd.Kfz.3/5[注釈 1]
- Sd kfz 4[注釈 2]
- Sd,Kfz,6/2
- Sd.Kfz.7/1
- Sd.Kfz.7/2
- 8.8cm FlaK18（sfl）auf Zugkraftwagen 18t（Sd.Kfz.9）
- Sd.Kfz.10/4 , Sd.Kfz.10/5
- sWS（3.7 cm FlaK 43搭載型）
- Sd.Kfz.251/21

対空戦車
- I号対空戦車
- 38(t)対空戦車
- ヴィルベルヴィント
- メーベルワーゲン
- オストヴィント
- クーゲルブリッツ

 アメリカ合衆国
- M15A1対空自走砲
- M16MGMC
- M17MGMC
- M19対空自走砲
- T69対空自走砲

 イギリス
- スタッグハウンド対空装甲車
- クルセーダー対空戦車
- セントー対空戦車

 大日本帝国
- 全装軌車搭載型 キト
- 試製対空戦車 タセ
- 試製対空戦車 ソキ

 ソビエト連邦
- ZSU-37

 ハンガリー
- 40Mニムロード対空自走砲

 スウェーデン
- L-62アンティ II

 カナダ
- スキンク対空戦車

### 第二次世界大戦後
アメリカ合衆国
- M163対空自走砲
- M42ダスター自走高射機関砲
- LAV-AD
- ストライカーMSL
- M247サージェント・ヨーク

 イタリア
- SIDAM 25
- オトマティック自走対空砲

 スウェーデン
- トリドン40SP
- Lvkv 90対空車

 朝鮮民主主義人民共和国
- M1990 30mm自走対空砲
- M-1989/M-1992 30mm自走対空砲
- M1983 14.5mm自走対空砲[注釈 3]

 ソビエト連邦/ ロシア
- ZSU-57-2
- ZSU-23-4シルカ
- 2K22ツングースカ
- 96K6パーンツィリ-S1
- 2S38デリバツィア-PVO（ロシア語版）

 チェコスロバキア
- M53/59プラガ

 中国
- 88式自走対空機関砲
- 95式自走対空機関砲
- 09式自走対空機関砲
- PGL-12

 ドイツ
- ゲパルト自走対空砲
- LeFlaSys
- Rheinmetall Mobile Air Defence

 大韓民国
- K30飛虎

 日本
- 87式自走高射機関砲

 フィンランド
- ITPSV 90 マークスマン/レオパルト2 マークスマン

 フランス
- AMX-13DCA
- AMX-30DCA

 ポーランド
- Hibneryt
- Poprad

 セルビア
- PASARS-16（セルビア語版、英語版）